# Vetlefjorden
61°17′9″N 6°33′20″Ø / 61.28583°N 6.55556°Ø
Vetlefjorden er en sidefjord til Fjærlandsfjorden på nordsiden af Sognefjorden i Sogndal kommune i Vestland fylke i Norge. Fjorden strækker sig 6 km mod nord til bebyggelsen Ulvastad i bygden Vetlefjorden.

## Geografi
Fjorden har indløb mellem Kolven i sydvest og bebyggelsen Menes i nordøst. Lige indenfor indløbet ligger bebyggelsen Farnes på vestsiden, og nord for Farnes går Sværafjorden nordvestover til bebyggelsen Sværen. På vestsiden af Sværafjorden ligger bebyggelsen Dale med hængedalen Dalsdalen. På nordsiden af indløbet til Sværafjorden ligger bebyggelsen Torsnes. Fylkesvej 13 går langs hele vestsiden af fjorden.

## Oplagringsplads
Vetlefjorden var under oliekrisen 1975-85 - med lukning af Suezkanalen - oplagsplads for nogle af verdens største olietankere.
Under coronapandemien lægges fem norskejede biltransportskibe på rad i den snævre fjordarm. Asian Emperor, 200 meter langt, med plads til 6.000 biler om bord, ankom først.